# Петко Машев
Петко Машев е български възрожденски революционер и учител.

## Биография
Роден е в Пазарджик. Получава непълно гимназиално образование. Работи като учител в българското класно училище в Пловдив. Влиза в Пловдивския революционен комитет и е член на тайната полиция. Участва в подготовката на Априлското въстание, като е куриер между Кочо Честименски и членовете на революционния комитет. Участва във въстанието и укрива въстаническото знаме. Арестуван е и изпратен на заточение.
След Руско-турската война се връща в Пазарджик, който вече е в новообразуваната Източна Румелия, и става учител. При управлението на Стефан Стамболов Петко Машев е уволнен като русофил. Премества се да преподава в Османската империя - първоначално в Одрин, а от там в Солун. Година по-късно съпругата му – Елисавета Стойкова, с трите му дъщери и малкия Георги (1887 - 1946), по-късно известен художник, се преместват в Солун, където Петко преподава осем години. Преподава в Солунската българска мъжка гимназия в 1888 – 1891 година.